# Ponts-et-Marais
Ponts-et-Marais és un municipi francès situat al departament del Sena Marítim i a la regió de Normandia. L'any 2007 tenia 840 habitants.

## Demografia

### Població
El 2007 la població de fet de Ponts-et-Marais era de 840 persones. Hi havia 336 famílies de les quals 72 eren unipersonals (36 homes vivint sols i 36 dones vivint soles), 140 parelles sense fills, 116 parelles amb fills i 8 famílies monoparentals amb fills.
La població ha evolucionat segons el següent gràfic:
Habitants censats

### Habitatges
El 2007 hi havia 365 habitatges, 342 eren l'habitatge principal de la família, 7 eren segones residències i 16 estaven desocupats. 347 eren cases i 17 eren apartaments. Dels 342 habitatges principals, 264 estaven ocupats pels seus propietaris, 70 estaven llogats i ocupats pels llogaters i 9 estaven cedits a títol gratuït; 7 tenien dues cambres, 59 en tenien tres, 106 en tenien quatre i 171 en tenien cinc o més. 232 habitatges disposaven pel capbaix d'una plaça de pàrquing. A 149 habitatges hi havia un automòbil i a 150 n'hi havia dos o més.

### Piràmide de població
La piràmide de població per edats i sexe el 2009 era:
| Homes | Edats   | Dones |
| ----- | ------- | ----- |
| 0     | 95 o +  | 0     |
| 0     | 90 a 94 | 0     |
| 8     | 85 a 89 | 4     |
| 0     | 80 a 84 | 16    |
| 24    | 75 a 79 | 24    |
| 12    | 70 a 74 | 16    |
| 12    | 65 a 69 | 16    |
| 32    | 60 a 64 | 28    |
| 24    | 55 a 59 | 24    |
| 24    | 50 a 54 | 24    |
| 28    | 45 a 49 | 28    |
| 24    | 40 a 44 | 12    |
| 40    | 35 a 39 | 52    |
| 44    | 30 a 34 | 20    |
| 28    | 25 a 29 | 28    |
| 16    | 20 a 24 | 20    |
| 28    | 15 a 19 | 24    |
| 24    | 10 a 14 | 32    |
| 28    | 5 a 9   | 28    |
| 28    | 0 a 4   | 28    |

## Economia
El 2007 la població en edat de treballar era de 528 persones, 365 eren actives i 163 eren inactives. De les 365 persones actives 334 estaven ocupades (176 homes i 158 dones) i 31 estaven aturades (19 homes i 12 dones). De les 163 persones inactives 74 estaven jubilades, 36 estaven estudiant i 53 estaven classificades com a «altres inactius».

### Ingressos
El 2009 a Ponts-et-Marais hi havia 348 unitats fiscals que integraven 849 persones, la mediana anual d'ingressos fiscals per persona era de 18.323 €.

### Activitats econòmiques
Dels 20 establiments que hi havia el 2007, 2 eren d'empreses extractives, 3 d'empreses de fabricació d'altres productes industrials, 2 d'empreses de construcció, 5 d'empreses de comerç i reparació d'automòbils, 2 d'empreses de transport, 2 d'empreses d'hostatgeria i restauració, 1 d'una empresa financera, 2 d'empreses de serveis i 1 d'una entitat de l'administració pública.
Dels 5 establiments de servei als particulars que hi havia el 2009, 1 era un taller de reparació d'automòbils i de material agrícola, 1 autoescola, 1 lampisteria, 1 empresa de construcció i 1 restaurant.
L'any 2000 a Ponts-et-Marais hi havia 6 explotacions agrícoles.

## Equipaments sanitaris i escolars
El 2009 hi havia una escola elemental.

## Poblacions més properes
El següent diagrama mostra les poblacions més properes.